# 小堀さんのRadio DAYS
小堀さんのRadio DAYS（こぼりさんのラジオデイズ）は、1999年4月5日から2000年6月2日まで、CBCラジオ（中部日本放送）で放送されたラジオ番組。放送時間は、月曜日 - 金曜日12時 - 15時30分。

## 概要
『星空ワイド 今夜もシャララ』『小堀勝啓のわ!Wide とにかく今夜がパラダイス』を通じて長らく東海地方の夜の声として活動してきた小堀勝啓であったが、そのノウハウや人脈を活かしたテレビ番組『小堀勝啓の時代塾』→『ミックスパイください』を担当することになり1989年9月末にラジオから離れた。
その小堀が9年半ぶりにラジオの帯番組として担当した番組である。前番組は『伊藤秀志のGETSU-KIN ラジオ三昧』。
しかし、このブランクが仇となり、裏番組の『宮地佑紀生の聞いてみや～ち』（東海ラジオ）に惨敗。また、小堀がCBC創立50周年特番のプロデューサーに専念するため、2000年6月2日をもって終了、1年3ヶ月の短命に終わった。週が明けて6月5日からは『ツー快!お昼ドキッ』がスタートしたが、スタート時刻が13時に繰り下げられたため、12時台は実質の『つボイノリオの聞けば聞くほど』の延長戦かつ『お昼ドキッ』への橋渡しを兼ねる『ランチタイムラジオ 聞けばツー快!』を新設、また『0時半です松坂屋ですカトレヤミュージックです』は再び独立化された。小堀は2000年10月『ブラボー! デジオ ワールド』以降にラジオレギュラーを復活させている。

## 出演者
- パーソナリティ　小堀勝啓
- アシスタント

| 期間      | 期間      | 月曜     | 火曜     | 水曜     | 木曜     | 金曜       |
| --------- | --------- | -------- | -------- | -------- | -------- | ---------- |
| 1999.4.5  | 1999.10.1 | 渡辺美香 | 重松和世 | 加藤由香 | 和田あい | 加藤小百合 |
| 1999.10.4 | 2000.3.31 | 渡辺美香 | 重松和世 | 加藤千佳 | 加藤由香 | 加藤小百合 |
| 2000.4.3  | 2000.6.2  | 重松和世 | 重松和世 | 重松和世 | 加藤由香 | 加藤由香   |

- 中継レポーター
  - KEN（月 - 水）
  - モリモモ（木、金）

## コーナー（1年目）
- Your Open Window～チャレンジ100 - 環境に関する様々な取り組みを紹介していた。また、小堀夫人原案による「エコエコ（＝エコロジー&エコノミー：環境に優しく経済的）クッキング」のレシピを紹介していた。
- 涙のヒーロー- 最初は自分の中のヒーローに関するエピソードとリクエストを募る、というコーナーだったが、思い出の曲をリクエストするコーナーに変わっていった。2年目では、それに加えて生活必需品（しょうゆなど）をプレゼントにする趣向になっていた。
- 昼下がりの親父 - かつての『わ!Wide』『CREATIVE COMPANY 冨田和音株式会社』（冨カン）出演者らを交えてのフリートーク。1時冒頭から2時過ぎまで出演していた。
  - 月曜：チャーリー栗原 - 元『わ!Wide』レギュラー。現在は名古屋・仲田のお好み焼屋「栗八」の店主。
  - 火曜：五藤文夫 - 元『わ!Wide』レギュラー。「サンデードラゴンズ」「グランパスTV」の構成を担当していた放送作家。
  - 水曜：トミー- 元『冨カン』レギュラー。
  - 木曜：奥山敬造 - サンデーフォーク取締役。
  - 金曜：吉田哲郎 - 元『おはよう竹地祐治です』レギュラー。
- クイズ人生劇場
- クイズ! リンレイアメニティライフ
- 愛のギフトみえ - 番組最後まで続いたクイズコーナー。
- 人間動物園 - 個性的なレギュラー出演者をスタジオに迎え、それぞれ趣向を凝らした曜日別コーナーを行っていた。
  - 月曜：木俣達彦夫妻 - 最近のドラゴンズについてや、夫妻の話、また川柳も募集していた。
  - 火曜：松岡憲治 - CBC東京支社のスタジオから、人生相談を行った。回答がH系で、火曜アシスタントの重松アナがそれに敏感に反応していた…という事に、小堀アナと五藤氏が仕立て上げていた。
  - 水曜：鉄崎幹人 - 「ネイチャン調査係」自然に関する様々な体当たり取材をしていた。セミを揚げて食べたこともある。
  - 木曜：清水ミチコ
  - 金曜：松崎菊也ら　CBC東京支社のスタジオから、世相を斬るコントを放送していた。
- コボリックシアター - ゲストコーナー、特集企画を行った。2年目も継続。
- 街角ステーション～愛と青春の立ち話 - 中継コーナー。2年目も継続。
- 涙のダイアリー - 初期のコーナー。後に『小堀勝啓の心にブギウギ!』の「こころにウルル」コーナーに引き継がれた。
- 0時半です松坂屋ですカトレヤミュージックです - CBCラジオの長寿番組。同番組放送期間内は、同番組0時台後半のコーナー（箱番組）として放送されていた。

## コーナー（2年目）
- オープニング テレフォン
- ドリームズ・カム・トゥルー～言えばかなう教～
- 涙のヒーロー
- 小堀コラムーチョ
- まったりタイム　1年目の人間動物園と昼下がりの親父を統合したコーナー。
  - 月曜：木俣達彦 - ドラゴンズや野球の話。聞き手の小堀・重松は野球のことを全然知らないので（後述）、とんちんかんなやり取りになることが多々。
  - 火曜：五藤文夫
  - 水曜：鉄崎幹人 - 1年目の「人間動物園」にほぼ同じ。
  - 木曜：奥山敬造 - 1年目の「昼下がりの親父」に同じ。
  - 金曜：戸井康成 - 芸能ニュースを取り上げていた。
- チャレンジ100 小堀の100
- コボリックシアター
- 街角ステーション～愛と青春の立ち話
- 小堀さんのドラゴンズ - 野球に無知な小堀アナと重松アナが、知識を深めるコーナー。リスナーから送られてくる「この野球用語知ってる?」という問題を、小堀・重松が回答に苦心しながら考えていた。二人とも野球音痴であり、珍答・珍発言の連発で、番組終盤の人気コーナーになっていた。木、金の加藤アナは野球に詳しかった。この趣向は後に、CBCテレビの野球放送副音声『小堀勝啓の野球でブギウギ』に受け継がれている。
- カトレヤミュージック

| CBCラジオ 月曜 - 金曜12:00 - 15:30枠                                                  | CBCラジオ 月曜 - 金曜12:00 - 15:30枠 | CBCラジオ 月曜 - 金曜12:00 - 15:30枠 |
| 前番組                                                                                | 番組名                               | 次番組 |
| ------------------------------------------------------------------------------------- | ------------------------------------ | --- |
| - 12:00 - 15:20伊藤秀志のGETSU▶KINラジオ三昧 - 15:20 - 19:00重盛啓之の元気! Mori Mori | 小堀さんのRadio DAYS                 | - 12:00 - 12:30ランチタイムラジオ 聞けばツー快! - 12:30 - 13:000時半です松坂屋ですカトレヤミュージックです - 13:00 - 15:30ツー快!お昼ドキッ |